# 潜入捜査官はセックスもお仕事です。
『潜入捜査官はセックスもお仕事です。』（せんにゅうそうさかんはセックスもおしごとです）は、モティカによる漫画作品。『もっと喘いで！ 潜入捜査官はセックスもお仕事です。』のタイトルで、スクリーモの「MENSスクリーモ」レーベルの作品として、2018年から2022年8月2日まで連載され、単行本は上記のタイトルでブラスト出版より発売されている。

## あらすじ
麻薬取締捜査官（マトリ）である雷土吏子と後輩の野間啓二は、潜入捜査の途中、捜査対象に正体がバレないようにするため、2人で性行為をすることになる。吏子はその後も、さまざまな潜入捜査で性的な辱めを受けることになる。

## 登場人物
雷土 吏子（いかづち りこ）
声 - 御苑生メイ
マトリの女性捜査官。
野間 啓二（のま けいじ）
声 - 舌純
吏子の後輩の男性捜査官。

## 書誌情報
- モティカ 『潜入捜査官はセックスもお仕事です。』 ブラスト出版〈occupai〉、全4巻
  1. 『潜入捜査官はセックスもお仕事です。』、2019年6月18日発売[5]、ISBN 978-4-434-25949-4
  2. 『潜入捜査官はセックスもお仕事です。国際犯罪編』、2021年2月18日発売[6]、ISBN 978-4-434-28279-9
  3. 『潜入捜査官はセックスもお仕事です。ソープ嬢体験入店編』、2023年2月18日発売[7]、ISBN 978-4-434-31200-7
  4. 『潜入捜査官はセックスもお仕事です。媚薬工場摘発編』、2023年9月15日発売[8]、ISBN 978-4-434-31206-9

## テレビアニメ
『しーくれっとみっしょん〜潜入捜査官は絶対に負けない！〜』（しーくれっとみっしょん せんにゅうそうさかんはぜったいにまけない）のタイトルで、2023年10月から12月までTOKYO MX・BS11にて放送。オンエア版のほかに年齢制限のあるプレミアム版が制作され、AnimeFestaで独占配信される。なお、海外版も存在するが、局部の修正等が無い無修正版となっている。
VTuberの天翔院ひいな、園原あいりがゲスト声優として出演する。

### スタッフ
- 原作 - モティカ[4][9]
- 監督・シリーズ構成・シナリオ・コンテ・演出 - みうらさぶろう[9]
- キャラクターデザイン・総作画監督 - LAZZ[4]
- 色彩設計 - 藤崎有[9]
- 美術設定 - マメ、阪口奏、山下泰希[9]
- 美術監督 - 山下泰希[9]
- 撮影監督 - 鬼デラ[9]
- 編集 - 國澤克友[9]
- 音響監督 - ひらさわひさよし[4][9]
- 音響制作 - スタジオマウス[4][9]
- プロデューサー - 丸山徹
- 制作プロデューサー - 別府洋一、さがりょう
- 制作 - ピカンテサーカス[9]
- アニメーション制作 - ラビットゲート[9]
- 製作 - 彗星社[9]

### 主題歌
「シークレット・ミッション・ラブ」
雷土吏子（御苑生メイ）による主題歌。作詞はG-zass、作曲・編曲はかねこかずきとジョーカーサウンズ、監修は小林達矢。

### 各話リスト
| 話数  | サブタイトル                         | 作画監督                | 初放送日       |
| ----- | ------------------------------------ | ----------------------- | -------------- |
| 第1話 | 捜査のためなんだから・・・！         | 桃                      | 2023年 10月2日 |
| 第2話 | 車のなかでこんな・・・！             | 桃                      | 10月9日        |
| 第3話 | 身体に力が入らない・・・ッ！         | 桃                      | 10月16日       |
| 第4話 | 媚薬のせいだから・・・！             | 桃                      | 10月30日       |
| 第5話 | こんな大勢の前で・・・！             | 桃                      | 11月7日        |
| 第6話 | 罠にハメられたッ・・・！             | 桃                      | 11月14日       |
| 第7話 | 早く脱出しなきゃいけないのに・・・！ | 桃 うにに☆せぶん 歐米茄 | 11月28日       |
| 第8話 | 本当は野間くんのこと・・・           | 桃 うにに☆せぶん 歐米茄 | 12月4日        |

### 放送・配信
TOKYO MX・BS11にて、2023年10月2日から12月4日まで、月曜1時から1時5分（日曜深夜）に放送。放送前週には「新アニメ『しーくれっとみっしょん〜潜入捜査官は絶対に負けない！〜』特番スペシャル」を放送。
インターネットでは、独占配信となるプレミアム版を含めてAnimeFestaにて第1話が9月8日に先行配信され、YouTube、ニコニコチャンネル、dアニメストア、U-NEXT、アニメ放題、DMM TV、ABEMA、アニメタイムズ、J:COMオンデマンド、milplus、HAPPY!動画、TELASA、ビデオマーケット、ふらっと動画でも10月2日より配信。

## ASMR
『しーくれっとみっしょん〜クール巨乳な先輩が俺だけに？潜入中のご奉仕いちゃハメ駆け引き〜』のタイトルで2023年11月3日よりVoiceFestaにて配信。シナリオは英知希実。